# Elijah Williams
Elijah Williams (* 7. November 1809 in Bristol; † 8. September 1854 in London) war ein englischer Schachspieler.

## Biografie
Williams war Apotheker, bevor er sich ausschließlich dem Schach widmete. Er war zunächst in seinem Heimatklub in Bristol Berufsspieler, ehe er sich nach London begab und im Divan, dem angesehensten Schachklub der britischen Hauptstadt, mit Schach seinen Lebensunterhalt bestritt.
Williams nahm am ersten internationalen Turnier der Schachgeschichte in London 1851 teil und wurde Dritter. Bei dieser Gelegenheit gelang es ihm, seinen Lehrer Howard Staunton sensationell mit 4,5-3,5 (+4 =1 −3) zu besiegen. Nach dem Turnier forderte Staunton Revanche, und die beiden bestritten einen Wettkampf, in dem Staunton Williams drei Siege vorgab und das Match als verloren ansehen wollte, falls Williams zu drei Siegen käme. Beim Stand von +2 =3 −6 gab Staunton den Wettkampf auf, da er das extrem lange Nachdenken Williams’ nicht mehr ertrug. Man spielte damals noch ohne Schachuhren, und Bedenkzeiten von mehreren Stunden für einen einzelnen Zug waren bei Williams keine Seltenheit.
Williams trug auch Wettkämpfe mit anderen Meistern aus: Im Jahr 1846 besiegte er Hugh Alexander Kennedy mit 4-2 (+4 =0 −2) und 1852 Bernhard Horwitz 9,5-7,5 (+5 =9 −3). Er verlor einen Wettkampf gegen Johann Jacob Löwenthal im Jahr 1851 mit 7-9 (+5 =4 −7). Außerdem unterlag er Daniel Harrwitz, gegen den er dreimal mit einem Gesamtresultat von 6-21 (+2 =8 −17) antrat.
Die beste historische Elo-Zahl von Williams wurde mit dem Wert 2529 für den Januar 1852 berechnet.
Williams soll einige Zeit als versteckter Bediener des damals von Johann Nepomuk Mälzel vorgeführten Schachtürken gespielt haben. Er führte Schachrubriken in der Bath and Cheltenham Gazette und in The Field. 1845 gab er eine Sammlung von im Klub in Bristol gespielten Partien heraus (Souvenir of the Bristol Chess Club), desgleichen eine Sammlung von Partien aus dem Divan, Horae Divananae, die 1852 in London erschien.
Elijah Williams starb an der Cholera in einem Londoner Krankenhaus.

## Werke
- Souvenir of the Bristol Chess Club: Containing One Hundred Original Games of Chess (London 1845)